# Cổ vũ viên

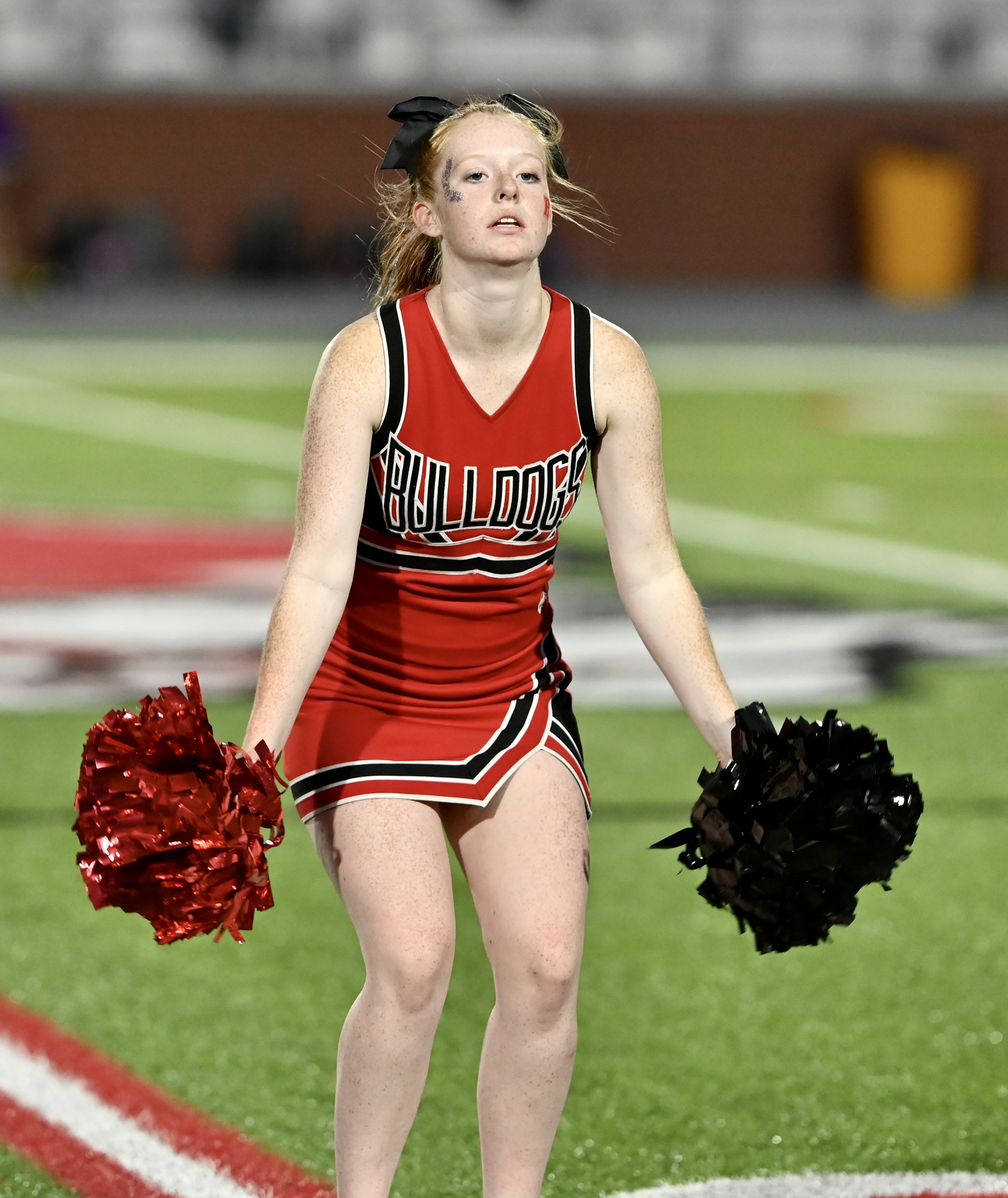
Một cổ vũ viên

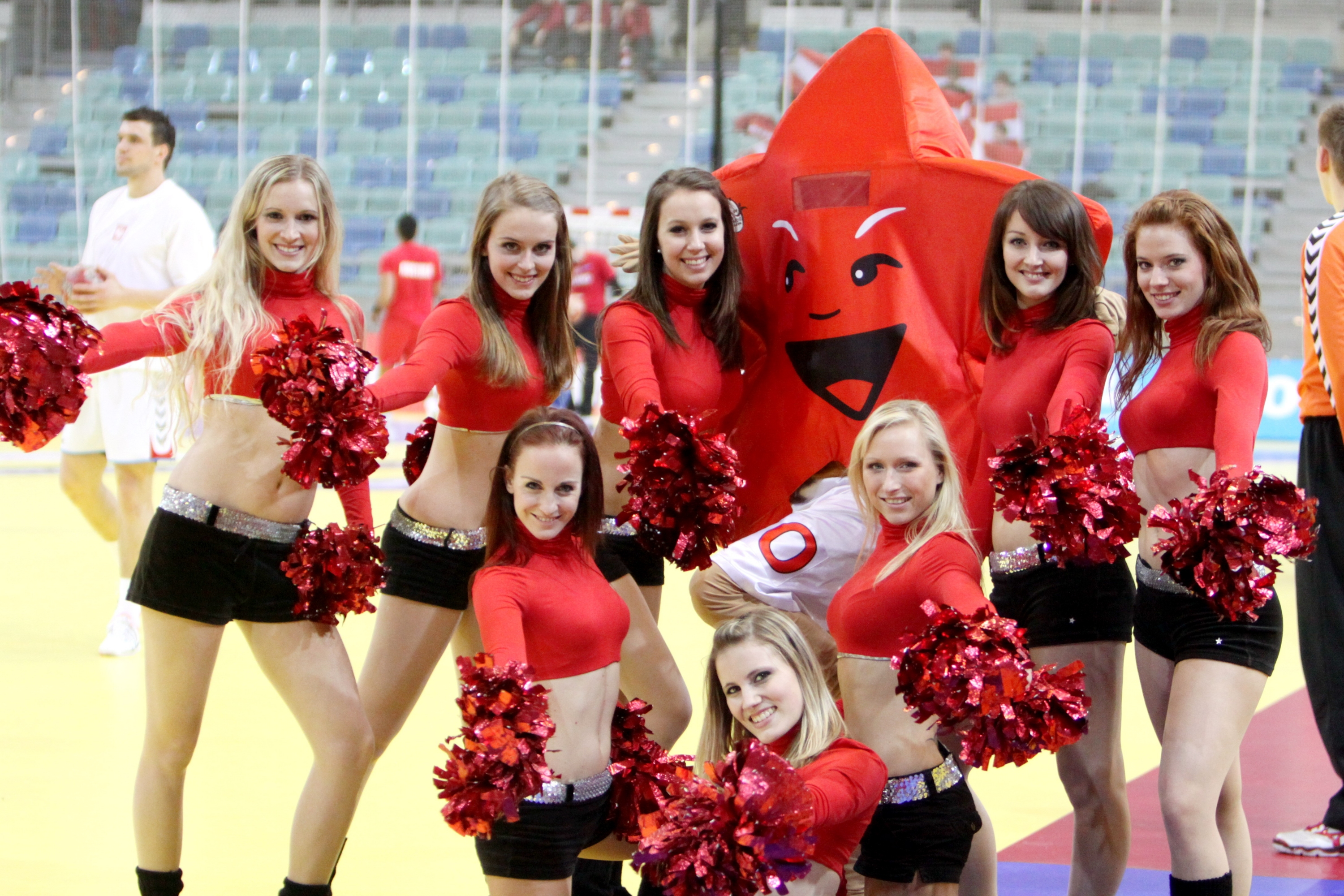
Đội cổ vũ viên châu Âu

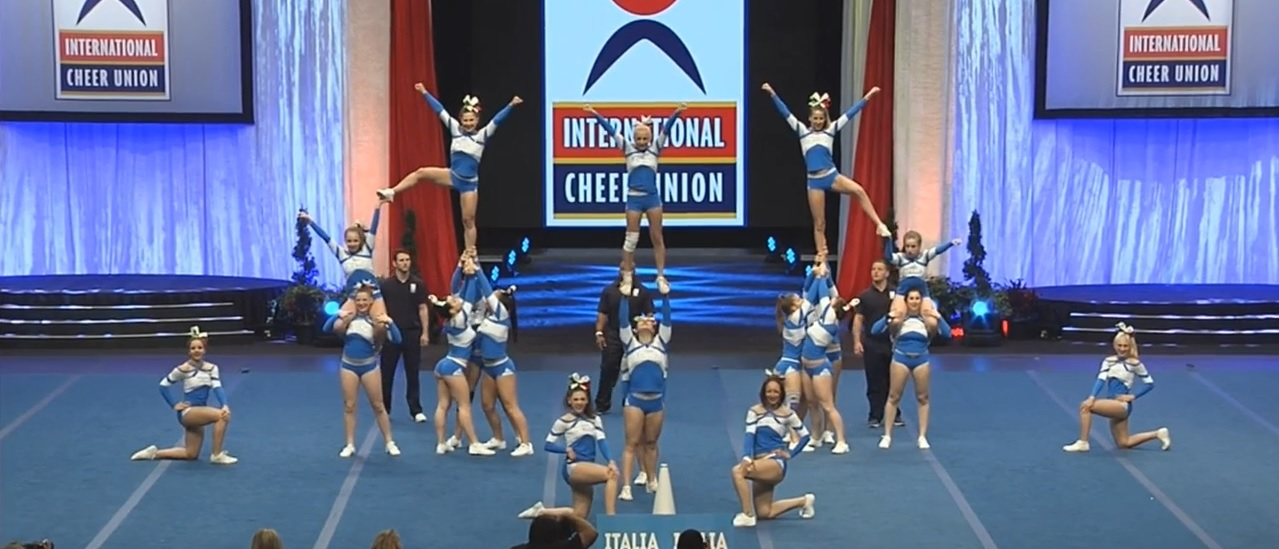
Đội cổ vũ quốc gia Ý đi thi đấu quốc tế

Cổ vũ viên (tiếng Anh: cheerleader) là thành viên trong đội cổ vũ chính thức của mỗi đội banh tại các cuộc thi đấu thể thao. Các đội cổ vũ (cheerleading squad) thường có đồng phục riêng cho các thành viên nam và nữ, với nhiệm vụ chính là khích lệ khán giả cổ võ cho đội nhà, giúp mang lại sự nồng nhiệt cho trận đấu, cũng như là biểu diễn đồng bộ các nhịp điệu (routine) sôi động đã được tập dợt kỹ càng, hòa với các pha bay nhảy, nhào lộn đẹp mắt trong giờ giải lao để giữ bầu không khí hăng say trong sân vận động. Họ thường được tập hợp thành từng đội với trang phục đồng nhất, gợi cảm, tay cầm chùm hoa, nhảy múa theo các vũ điệu đã được tập dượt thành thục hoặc theo các tình tiết phát sinh trong trận thi đấu. Tuy phần lớn biểu diễn trong thời gian thi đấu, nhiều khi các hoạt náo viên cũng biểu diễn cả trước trận đấu và trong phút nghỉ giải lao, góp phần làm tăng sức hút và sự náo nhiệt của sân. Là nhân tố khuấy động lên không khí vui vẻ, trẻ trung và khích lệ khán giả hò reo cổ vũ cho trận đấu, các hoạt náo viên còn được gọi là "những người truyền lửa"
Bộ môn nhảy cổ vũ (cheerleading) có nguồn gốc tại Hoa Kỳ, nơi các trường học và các thành phố lớn đều có đội cổ vũ riêng cho đội bóng bầu dục và bóng rổ của mình. Ngoài ra, cổ vũ còn được xem là một bộ môn thể thao chính thức với các cuộc tranh tài diễn ra hàng năm giữa các đội cổ vũ chuyên nghiệp cũng như nghiệp dư trên toàn quốc Hoa Kỳ. Từ khi các cuộc thi đấu với tầm cỡ quốc gia này được đài truyền hình ESPN International quảng bá rộng rãi năm 1997, cộng với sự thành công của bộ phim Bring It On được trình chiếu năm 2000, cổ vũ trở thành làn sóng lan đi khắp mọi nơi và được thế giới nhiệt tình hưởng ứng. Các cuộc thi đấu cổ vũ tại Hoa Kỳ ngày nay được nâng lên hàng quốc tế với hàng trăm ngàn cổ vũ viên từ các quốc gia khác nhau đến tham dự, tiêu biểu là Úc, Trung Quốc, Colombia, Pháp, Đức, Nhật, Hà Lan, New Zealand, Thụy Điển và Anh Quốc.

## Lịch sử
Các khẩu hiệu cổ vũ xuất hiện đầu tiên tại các trường đại học Hoa Kỳ trong thập niên 1880, khi khán giả cùng hô vang để cổ động cho đội nhà trong những trận bóng. Khẩu hiệu đầu tiên được ghi âm là "Ray, Ray, Ray! TIGER, TIGER, SIS, SIS, SIS! BOOM, BOOM, BOOM! Aaaaah! PRINCETON, PRINCETON, PRINCETON!" tại Đại học Princeton vào năm 1884. 14 năm sau đó, cậu sinh viên Johnny Campbell tại Đại học Minestora trở thành cổ vũ viên đầu tiên trong lịch sử khi anh chính thức đứng ra chỉ đạo đám đông cùng hô vang "Rah, Rah, Rah! Sku-u-mar, Hoo-Rah! Hoo-Rah! Varsity! Varsity! Varsity, Minn-e-So-Tah!", và ngày 2 tháng 11 năm 1989 kể từ đó được xem là ngày khai sinh của phong trào cổ vũ theo hệ thống. Đại học Minnesota sau đó chính thức thành lập đội cổ vũ với 6 nam thành viên, với khẩu hiệu của Johnny Campbell vẫn được dùng cho đến tận ngày nay.

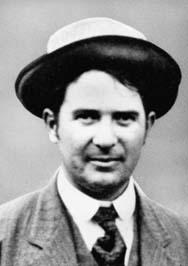
Johnny Campbell, cổ vũ viên đầu tiên trong lịch sử

Tuy phong trào cổ vũ bắt đầu với các thành viên nam, các nữ sinh viên bắt đầu tham gia hàng loạt từ năm 1923, một phần vì các trường đại học thời bấy giờ không có nhiều môn thể thao dành cho phái nữ. Các động tác thể dục và nhào lộn được hòa chung vào với các khẩu hiệu cổ võ. Ngày nay ước lượng có khoảng 97% các cổ vũ viên trên thế giới là phái nữ, ngoại trừ trong trường đại học, nơi mà các đội cổ vũ vẫn có 50% là thành viên nam.